# Аруба на Светском првенству у атлетици на отвореном 2019.
Аруба је учествовала на 17. Светском првенству у атлетици на отвореном 2019.  одржаном у Дохи од 27. септембра до 6. октобра. Репрезентацију Арубе представљао је један такмичар који се такмичио у трци на 5.000 метара,
На овом првенству Аруба није освојила ниједну медаљу, нити је било нових националних, ни личних рекорда.

## Учесници
Мушкарци:
- Џонатан Басби — 5.000 м

## Резултати

### Мушкарци
| Атлетичар     | Дисциплина | Лични рекорд | Квалификације   | Квалификације   | Финале               | Финале               | Детаљи |
| Атлетичар     | Дисциплина | Лични рекорд | Резултат        | Место           | Резултат             | Место                | Детаљи |
| ------------- | ---------- | ------------ | --------------- | --------------- | -------------------- | -------------------- | ------ |
| Џонатан Басби | 5.000 м    |              | дисквалификован | дисквалификован | Није се квалификовао | Није се квалификовао |        |